# Elżbiecin (Chełm)
Pour les articles homonymes, voir Elżbiecin.
Elżbiecin (prononciation : [ɛlʐˈbjɛt͡ɕin]) est un village polonais de la gmina de Rejowiec dans le powiat de Chełm de la voïvodie de Lublin dans l'est de la Pologne, à la frontière avec l'Ukraine.
Il se situe à environ 8 kilomètres à l'ouest de Rejowiec (siège de la gmina), 23 kilomètres à l'ouest de Chełm (siège du powiat) et 45 kilomètres à l'est de Lublin (capitale de la voïvodie).

## Histoire
De 1975 à 1998, le village est attaché administrativement à la voïvodie de Chełm.

Depuis 1999, il fait partie de la voïvodie de Lublin.